# Susanna Haavisto
Leena Susanna Haavisto (Helsinki; 20 de octubre de 1957) es una cantante y actriz finlandesa.
Ha participado en numerosas películas y programas de televisión. También fue embajadora nacional de UNICEF en 1980.
Está casada con Juha Tikka desde 1983 con el que tiene 2 hijos.

## Filmografía
- Kymmenen riivinrautaa (2002)
- Ripa ruostuu (1993)
- Mestari (1992)
- Vääpeli Körmy ja marsalkan sauva (1990)
- Ariel (1988)
- Kuningas lähtee Ranskaan (1986)
- Aidankaatajat eli heidän jälkeensä vedenpaisumus (1982)
- Läpimurto (1981)
- Prologi (1980)